# Abdulrahman Mohamed
Abdulrahman Mohamed Abdullah (arab. عبدالرحمن محمد عبدالله) (ur. 1 października 1963) – emiracki piłkarz grający na pozycji pomocnika.

## Kariera klubowa
Podczas Mistrzostw Świata 1990 grał w klubie Al Nasr Club.

## Kariera reprezentacyjna
Z reprezentacją ZEA uczestniczył w zakończonych sukcesem eliminacjach Mistrzostw Świata 1990. Na Mistrzostwach wystąpił we wszystkich trzech meczach grupowych z: reprezentacją Kolumbii, reprezentacją RFN oraz z reprezentacją Jugosławii.